# Otakar Kraus
Otakar Kraus (* 10. Dezember 1909 in Prag, Königreich Böhmen; † 28. Juli 1980 in London, England) war ein tschechisch-britischer Opernsänger (Bariton) und Gesangspädagoge. 

## Leben
Kraus studierte in Prag bei Konrad Wallerstein und in Mailand bei Fernando Capri Gesang und debütierte 1935 als Amonasro (Aida) in Brno. Von 1936 bis 1939 sang er in Bratislava, 1939–1941 am Prager Nationaltheater, ab 1941 in Covent Garden. Obwohl er in der ganzen Welt sang (unter anderem den Alberich bei den Bayreuther Festspielen),  ist sein diskografischer Nachlass nicht sehr groß. Seine künstlerische Unsterblichkeit beruht, außer auf seinen Schülern, auf seiner langjährigen Verkörperung des Nick Shadow aus Igor Strawinskis The Rake’s Progress, dessen erster Interpret er war. Auch war er der Interpret des Tarquinius bei der Uraufführung von Benjamin Brittens The Rape of Lucretia, 1946 in Glyndebourne.
Kraus war der Lehrer der drei größten britischen Bässe der letzten 30 Jahre, Robert Lloyd, Willard White und John Tomlinson. Auch der etwas weniger bekannte walisische Bass Gwynne Howell war einer seiner Schüler.